# Церковь Святого Михаила (Берг-ам-Лайм)
Церковь Святого Михаила (нем. Sankt Michael) — римско-католическая приходская церковь в районе Берг-ам-Лайм города Мюнхен (федеральная земля Бавария); была построена между 1735 и 1751 годами; убранство церкви считается одним из главных произведений южногерманского рококо.

## История и описание
Церковь Святого Михаила в Берг-ам-Лайм была построена в период с 1735 по 1751 год по приказу курфюрста и архиепископа Кёльна Клеменса Августа на его землях недалеко от Мюнхена. Новый храм должен был служить домашней церковью для Ордена Святого Михаила и Архиерейского Братства Святого Михаила (Erzbruderschaft St. Michael), а также — являться придворной церковью. За строительство отвечал баварский архитектор и мастер-строитель Иоганн Михаэль Фишер (Johann Michael Fischer). Фишер получил контракт на строительство в 1735 году; контракт был окончательно подписан в 1737, что вызвало конфликт Фишера с другим архитектором, Филиппом Якобом Кёгльшпергером (Philipp Jakob Köglsperger).
Церковь Святого Михаила стала единственной церковью Фишера, которая была столь богато украшена в стиле рококо: возможно, на проект Фишера оказал влияние декоратор Франсуа де Кювилье, который был строительным инспектором при возведении данного храма. В период с 1743 по 1744 годы придворный художник Иоганн Баптист Циммерманн (Johann Baptist Zimmermann) выполнил росписи потолков и добавил лепнину. Главный алтарь с изображением архангела Михаила являлся работой скульптора Иоганна Андреаса Вольфа (Johann Andreas Wolff).
В 1801 году придворная церковь стала приходским храмом, а в ходе секуляризации 1802 года была закрыта. Братство и орден в тот период продолжали существовать. В 1913 году город Берг-ам-Лайм был включен в состав Мюнхена; к тому моменту Орден Святого Михаила был преобразован в Орден Заслуги — он был окончательно упразднен посли Ноябрьской революции 1918 года. Братство Святого Михаила существует существовать и в XXI веке.
Во время Второй мировой войны церковь сильно пострадала от артиллерийского обстрела, произошедшего 30 апреля 1945 года: стены и потолки (включая росписи и фрески) церкви и ризницы были значительно повреждены осколками. На следующий день после взрыва прихожане спасли части алтаря. Первая комплексная реставрация церкви проводилась в период с 1978 по 1982 год. Уже в XXI веке, с 2000 по 2016 год, была проведена ещё одна обширная реконструкция, включавшая в себя ремонт крыши и колокольни.